# Концепція заповідності (пасивної охорони природи)
Концепція заповідності (пасивної охорони природи) — точка зору на заповідники і заповідні зони як природні території, що строго охороняються, де виключена господарська діяльність, а пряма безпосередня антропогенна дія зведена до мінімуму.

## Формування концепції заповідності, як пасивної охорони природи
Концепція заповідності сформувалася на базі ідеї абсолютної заповідності, запропонованої у 1908 р. професором Московського університету Г. О. Кожевниковим на Всеросійському ювілейному аковідліматизаційному з'їзді в Москві, яка звучить таким чином: «Не потрібно нічого усувати, нічого додавати, нічого покращувати. Потрібно надати природу самій собі і спостерігати результати».
У витоків концепції заповідності стояли учені Німеччини, Росії, України, США і Норвегії.
Російську школу представляють російські класики заповідної справи — зоологи Г. О. Кожевников, Д. К. Соловйов, А. П. Семенов-Тян-Шанський, ґрунтознавець В. В. Докучаєв, ботанік І. П. Бородін, антрополог і географ Д. М. Анучин, географ В. П. Семенов-Тян-Шанський, лісоводи Г. Ф. Морозов, О. М. Краснітський і С. О. Диренков, мисливствознавець Ф. Р. Штільмарк.
Українську школу представляють українські класики заповідної справи — зоологи В. В. Станчинський, О. В. Захаренко, В. М. Грамма і В. М. Якушенко, ботаніки В. І. Талієв і О. А. Яната, лісовод О. Л. Пясецький, а також поетеса Леся Українка
Німецький природоохоронець професор Г. Конвенц на початку ХХ століття створив на території Німеччини і Польщі перші повні (абсолютно заповідні), резервати, які діють досі, і обґрунтував їх охорону у своїй книзі «Охорона пам'ятників природи».
Північноамериканські і норвезькі екофілософи Дж. Тернер, Г. Ролстон 3-й, Т. Бірч, А. Нейс сформулювали ідею абсолютної заповідності таким чином: «У заповіднику повинно у повному об'ємі захищатися право дикої природи на існування і свободу».
Режим заповідності у природних заповідниках і заповідних зонах інших об'єктів природно-заповідного фонду потрібний для забезпечення:
- природного ходу природних процесів і явищ (свободи дикої природи);
- охорони біологічної і ландшафтної різноманітності, генетичного фонду рослинного і тваринного світу;
- довгострокових моніторингових робіт і наукових досліджень[2][3].

## Принципи заповідності (пасивної охорони природи)
Керівними положеннями при здійсненні менеджменту у природних заповідниках і заповідних зонах є наступні сім принципів заповідності:
1. Ідея абсолютної заповідності є ідеалом, до якого треба прагнути в повсякденній діяльності будь-якого природного заповідника.
2. Опосередкований вплив людини на заповідник (глобальне забруднення, теплова дія на атмосферу, випадкове занесення інтродуцентів, кислотні дощі і тому подібне) не повинен розглядатися як порушення заповідності.
3. Заповідність поширюється не лише на природні, малозмінені ділянки дикої природи, але і на заповідні ділянки, що піддалися антропогенній дії, на яких заповідання може розглядатися як відновний акт, реанімація природної системи.
4. Заповідність припускає обмеження до можливого мінімуму дії на природний хід природних процесів і явищ в результаті наукових досліджень і дій служби охорони заповідника.
5. Основним призначенням природних заповідників є збереження екосистем і спонтанних (природних) процесів, що відбуваються там. При цьому у певних випадках необхідно вирішувати проблему консервації сучасного стану деяких екосистем шляхом імітації або підтримки того режиму природокористування, який став умовою їх виникнення. Це завдання має бути покладене на інші категорії ООПТ (особливо охоронювані природні території) — національні парки, заповідники і ін.
6. Оголошення якої-небудь ділянки заповідником означає повну юридичну недоторканість цієї території (акваторії) від будь-якого втручання з боку людини (презумпція абсолютної заповідності). Види діяльності, що не суперечать цілям і завданням кожного конкретного заповідника, мають бути науково обґрунтовані й проведені через процедури оцінки дії на довкілля від планованої господарської і іншої діяльності і екологічної експертизи.
7. Заповідність доцільна на природних територіях будь-яких розмірів. Зокрема, в заповідних зонах національних і регіональних ландшафтних парків рідкісні види тварин і рослин зберігаються успішніше, ніж не в заповідних зонах[2][3].

## Мета і завдання концепції заповідності (пасивної охорони природи)
Метою концепції заповідності є як можна повніше втілення ідеї абсолютної заповідності, спрямоване на вільний (спонтанний) розвиток дикої природи при виключенні якої-небудь навмисної дії з боку людини (свобода дикої природи), а також вивчення  екосистем в умовах їх недоторканості.
Ця мета досягається шляхом забезпечення максимально повного невтручання в природний хід природних процесів і явищ за допомогою підтримки строгого режиму охорони природних екосистем на територіях природних заповідників.
Розвиток заповідної справи відповідно до ідеї абсолютної заповідності досягається реалізацією наступних завдань:
- Вдосконалення правової бази в області заповідної справи.
- Оптимізація територій природних заповідників і їх режимів.
- Вдосконалення моніторингових робіт у заповідниках.
- Організація підготовки кадрів для природних заповідників.
- Популяризація концепції заповідності і заповідників.
- Громадський контроль за діяльністю природних заповідників.
- Вдосконалення правової бази в області заповідної справи[2][3][1][4][5][6][7][8][9][10].

## Юридичне забезпечення концепції заповідності
У 1908 р. професором Московського університету, відомим піонером охорони природи Г. О. Кожевниковим було висловлено ідею про створення нового типу територіальної охорони природи — природного заповідника. Вона полягала в новаторському підході до вивчення екосистем в умовах їх повної недоторканості. Г. О. Кожевников писав: «Щоб мати можливість вивчати природу, ми повинні намагатися зберігати її в первісній недоторканості у вигляді її найбільш типових формацій (…) Не потрібно нічого усувати, нічого додавати, нічого покращувати. Треба надати природу самій собі і спостерігати результати». АДля забезпечення цієї мети в заповідниках повинен був вводитися режим (строгої, повної) заповідності, що передбачає повне припинення господарського використання дикої природи заповідника і припинення прямого і безпосереднього антропогенного впливу на неї. Така (строга, повна) заповідність уперше отримала своє юридичне обґрунтування в Положенні про російські заповідники Наркомпросу РРФСР в 1929 р. і в Положенні про державні заповідники Наркомзему УРСР в 1930 р..
Проте на першому Всесоюзному з'їзді по охороні природи, що відбувався в 1933 р. у Москві, ідея абсолютної заповідності, як і концепція заповідності, що створювалася на її базі, було названо «буржуазною» і проклятою. Тому, починаючи з 1933 р., заповідники стали втрачати режим (строгої, повної) заповідності і перетворюватися на так звані «заповідні господарства», спрямовані на досягнення прагматичних, господарських цілей в інтересах соціалістичного будівництва.
Відсутність невтручання в природні процеси в заповідниках ставала неможливою, оскільки ця діяльність суперечила ідеологічному курсу ВКП (б) на підкорення природи і зміну її в догоду радянській людині. Строгий заповідний режим в заповідниках відмінявся. В результаті вони втрачали свою еталонну, наукову і інформаційну цінності.
І лише починаючи з середини 1940-х років, в Україні, як і в цілому в Радянському Союзі, юридичне оформлення заповідності знову стало набирати силу. У 1992 р., коли вже комуністичний режим рухнув, і Україна стала незалежною, в Україні був ухвалений Закон «Про природо-заповідний фонд України». У статтях 15 і 16 в нім регламентувався режим природних заповідників. Можна було очікувати, що за відсутності комуністичної ідеології і тиску союзного центру в законі відбудеться повернення до класичних ідей Г. О. Кожевникова щодо (строгої, повної) заповідності для вивчення екосистем в умовах їх повної недоторканості. Проте цього не сталося. Навпаки, охоронний режим в природних заповідниках України, згідно цього закону, виявився ще слабкіший, ніж він регламентувався в Положенні про заповідники УРСР 1962 р., Положенні про заповідники СРСР 1981 р. і навіть частково в Положенні про державні заповідники і пам'ятки природи на території УРСР 1946 р.
Новий Закон дозволив проводити в заповідниках різні заходи регуляцій, що створювало широку можливість для легальних порушень заповідного режиму (рубка лісу, сінокосіння, відстріл тварин, здобич піску і тому подібне). По-друге, на відміну від Положень про заповідники 1962 і 1981 років, закон 1992 роки не забороняє сінокосіння, відкриття цілини, збір пташиного пуху, ушкодження дерев, кущів, збір грибів, ягід, плодів, горіхів, листя, хвої. По-третє, закон 1992 роки не забороняє, на відміну від Положення про заповідники 1981 року, усі форми відпочинку населення, що привело до масового використання українських заповідників для різних легальних видів відпочинку — проведення екскурсій, катання на яхтах по заповідній акваторії, катання на конях і велосипедах, відвідування печер і тому подібне
По-четверте, на відміну від Положення про заповідники 1981 року, закон 1992 роки не надає у безстрокове користування заповідника ділянки землі, її надра і водного простору, що створює загрозу закриття заповідників або відторгнення від них частини території. Окрім цього, чинний закон 1992 року не забороняє такі явні види порушень заповідного режиму як облаштування пасік (пасіки легально існують практично в усіх заповідниках України), збір вітролому, катання на лижах, санчатах, проліт дельтапланів, ушкодження устаткування заповідників (охоронних знаків, шлагбаумів і тому подібне). 

По-п'яте, закон 1992 роки, на відміну від Положення про державні заповідники 1946 року, не забороняв (до 2010 р.), проведення полювання, а також будь-яке знищення тварин в охоронній зоні заповідників.
Таким чином, закон України «Про природно-заповідний фонд України» 1992 роки не створює необхідних юридичних умов для виконання цільових завдань природних заповідників і вимагає свого доопрацювання по посиленню охоронного режиму природних заповідників.

## Свобода дикої природи як головна етична складова концепції заповідності
Американський екофілософ Холмс Ролстон III запропонував прийняти <Декларацію свободи для дикої природи, що збереглася> (щось на кшталт відозви про звільнення чорних рабів, підписаної президентом США А. Лінкольном у 1863 р.). Це має бути заклик до людей поважати повноту життя у світі дикої природи. 

Інший американський екофілософ Дж. Тернер вважає: 

«Ми не можемо зберегти дику природу, як зберігають полуницю, зібрану, зварену і закриту у банки. Зберігати дику природу — означає зберігати її автономію і свободу». Він гостро критикує американські національні парки, де головні принципи — контроль, управління і організація охорони, а зовсім не захист свободи дикої природи. На його думку нам потрібна «нова екологічна мораль, ґрунтована не на контролі над дикою природою, а на захисті її свободи, природності, хаосу і плутанини».

Д. Тернер самостійно приходить до ідеї абсолютної заповідності, висловленої століття тому російським ученим Г. О. Кожевниковим:

«Чому не працювати над тим, щоб виділити великі території, де ми обмежуватимемо усі форми людського впливу: (…) ніяких доріг, ніякого спостереження зі супутників, ніяких обльотів на вертольоті, ніяких радіонашийників, ніяких вимірювальних пристосувань, ніяких фотографій… Нехай будь-яке місце існування, яке ми можемо зберегти, якомога більше повертається до свого власного порядку. Нехай дика природа знову стане білою плямою на наших картах».
Концепція заповідності спрямована на реалізацію ідеї свободи дикої природи і її дикості, тобто спонтанного розвитку і якості. Заповідність — ідеальна умова існування дикої природи в сучасному і особливо у майбутньому світі. Мета заповідності — захист права дикої природи на існування, процвітання і свободу. Це ідеальний режим, спрямований на збереження спонтанного розвитку природних екосистем. Заповідність — це коли дикій природі дозволено все. Головна вимога заповідності — відійди і ніколи нічого не чіпай.

## Концепція заповідності і естетика дикої природи
Концепція заповідності спрямована на збереження естетики дикої природи, її непередаваної краси в природному стані. Ця естетика заперечує сінокоси і санітарні рубки в заповідниках, дороги і туристичні маршрути в заповідних зонах, або будь-яке «одомашнення» дикої природи. Естетика дикої природи — це естетика самотності. Естетику дикої вільної природи оспівували багато художніх шкіл — американська Школа річки Гудзон, канадська школа «Групи семи», старокитайська школа жанру «Гори-води», російська реалістична школа дикої природи. 

Американський письменник Г. Еббот заснував нову естетичну традицію, проголосивши «дико красивим» дрімучий ліс, що на третину складається із зів'ялих дерев, що впали і перегнилих.

## Позитивний досвід впливу заповідності на охорону біорізноманіття
Встановлення строгого заповідного режиму, як того вимагає концепція заповідності, вже в досить короткі терміни може сприятливо відбитися на стані фонових, раритетних і рідкісних видів.
На краю Кривої коси — «Стрілка» (Новоазовський р-н, Донецька обл.), що має площу 100 га, до початку 1980-х років велося полювання, промислове і любительське рибальство, косіння очерету, туризм. У результаті чисельність птахів водно-болотяного комплексу була досить низька, а багато рідкісних видів взагалі перестали гніздитися. На початку 1980-х років тут був створений орнітологічний заповідник, завдяки чому було заборонено полювання.
У 2000 р. тут, за ініціативою донецького орнітолога і природоохоронця Г. М. Молодана, був створений регіональний ландшафтний парк "Меотида", реорганізований в 2009 р. у національний природний парк «Меотида». Керівником цих двох організацій був затверджений Г. М. Молодан. З самого початку роботи регіонального ландшафтного парку «Меотида» на «Стрілці» було організовано заповідну зону, що строго охоронялася. Будь-яке господарське використання цієї території, будь-яка антропогенна дія, навіть екскурсії тут були заборонені. З метою закриття території для відвідування людей захід на «Стрілку» був перекопаний ровом, встановлено обгороджування з колючим дротом, а також встановлені цілодобові охоронні пости.
Результат не змусив себе чекати. За сім років чисельність занесеного в Червону книгу України чорноголового реготуна з 0 гнізд зросла до 3 тис. гнізд. Нині це найбільша колонія чорноголового реготуна в Європі. Чисельність занесеного в Червону книгу України кучерявого пелікана з 0 гнізд зросла до 17 гнізд. Чисельність фонового виду — рябодзьобого крячка з 0 гнізд зросла до 60 тис. гнізд. Періодично став гніздитися реготун чорноголовий, який тут ніколи раніше не гніздився, кількість своїх гніздувань збільшив і занесений в Червону книгу України кулик-сорока.
Болото Бондарівське знаходиться в Міжріченському регіональному ландшафтному парку, створеному в 2002 р. (Чернігівська обл.). Площа болота — 1300 га і воно входить в заповідну зону парку. До кінця 1980-х років на нім велася косовиця трави, очерету, заготівля деревини, полювання, риболовля. Наприкінці 1980-х років тут був створений гідрологічний заповідник, а з 2002 р. болото Бондарівське увійшло до заповідної зони створеного Міжріченського регіонального ландшафтного парку.
За пропозицією великого любителя природи О. Сагайдака, що очолив цей парк, на болоті була заборонена будь-яка господарська діяльність. Охоронному режиму болота посприяло те, що неподалік знаходиться військовий полігон, а також відсутність поруч сіл (останнє село було виселене в 1958 р.).
Організація заповідного режиму на болоті Бондарівське дуже позитивно відбилося на зростанні чисельності фонових, раритетних і рідкісних видів. Якщо в 1970-х роках тут було виявлено гніздування тільки однієї пари сірого журавля (вид, занесений в Червону книгу України), то останнім часом кількість гнізд доходить до 7. А на прольоті тут скупчується до 300 сірих журавлів. Як тільки болото перестало відвідуватися людьми і тут були припинені рубки і сінокоси, то відразу з'явилися гніздування інших птахів, занесених в Червону книгу України — чорного лелеки (6 гнізд), змієїда (1), великого і малого підорликів (3 гнізда), тетерука (20 гнізд). Збільшила свою чисельність занесена в Червону книгу України видра (зараз є 3 пари), з'явилася занесена в Червону книгу України рись (1-2 звірі).
Заповідне болото стало улюбленим місцем зимового стійбища лося (у 2009 р. тут спостерігалося 76 лосів) — найбільше стійбище в Чернігівській області. До отримання заповідного статусу у болоті Бондарівське лось не зустрічався. Через відсутність сінокосіння зросла також і чисельність занесених в Червону книгу України орхідних.
Згідно даних Г. І. Бамара і С. Ю. Поповича, на початку 1970-х років Л. С. Балашовим в Поліському заповіднику було виділено 10 ділянок з режимом абсолютної заповідності, що займають площу близько 10 % території заповідника. У них не проводилося ніяких санітарних рубок. На момент проведення дослідження ці ділянки проіснували вже понад 25 років. Проведена ученими інвентаризація показала, що щільність рідкісних видів птахів, занесених в Червону книгу України, зокрема чорного лелеки, сірого журавля, глухаря, бородатої неяситі, сича волохатого і сичика-горобця складає 13,3 птахи на1000 га, а в місцях, де режим заповідності був не строгий, і проводилася санітарна рубка, щільність склала 7,86 птахів на 1000 га.
Природні комплекси з режимом абсолютної заповідності створили прекрасні умови для зростання значної кількості рослин, занесених в Червону книгу України, — діфазіаструм плескатий, діфазіаструм трьохколосковий, діфазіаструм Зейлера, плавун річний, верба чорнична, ситник цибулинний, журавлина дрібноплода, гудайера повзуча. Автори також додають, що в ділянках абсолютної заповідності упродовж останніх 10-15 років лісові пожежі, нашестя комах-шкідників лісу або грибів не спостерігалися.

## Популяризація концепції заповідності і заповідників
1. Розробка і видання для дітей розвиваючих ігор і літератури про заповідники.
2. Видання науково-практичних журналів і проведення науково-практичних конференцій з концепції заповідності.
3. Використання ЗМІ в популяризації ідеї абсолютної заповідності і концепції заповідності.
4. Поширення концепції заповідності в інших країнах.

## Громадський контроль діяльності природних заповідників
1. Проведення громадського контролю відповідності законів і підзаконних правових актів в області заповідної справи принципам концепції заповідності.
2. Проведення громадського екологічного контролю дотримання режиму природних заповідників і заповідних зон інших природних територій, що охороняються.
3. Організація громадської еколого-этичної експертизи методів науково-дослідної діяльності природних заповідників.

## Ресурси Інтернету
- Борейко В. Е., Бриних В. А., Парникоза И. Ю. Заповедность (пассивная охрана природы). Теория и практика. — К.: КЭКЦ, 2015. — 112 с. http://ecoethics.ru/wp-content/uploads/2015/06/int_zapovednost_2015.pdf [Архівовано 22 грудня 2015 у Wayback Machine.]
- Борейко В. Е. Идея абсолютной заповедности в трудах американских экофилософов
- Штильмарк Ф. Р. Идея абсолютной заповедности  [Архівовано 11 січня 2014 у Wayback Machine.]
- Тернер Дж. Дикость и дикая природа  [Архівовано 23 вересня 2015 у Wayback Machine.]
- Борейко В. Е. Заповедники, заповедность и живородящий хаос  [Архівовано 11 січня 2014 у Wayback Machine.]
- Материалы первых научно-практических чтений по заповедному делу памяти Ф. Р. Штильмарка  [Архівовано 23 вересня 2015 у Wayback Machine.]
- Компания Киевского эколого-культурного центра по абсолютной заповедности  [Архівовано 11 січня 2014 у Wayback Machine.]